# Feuerschiff Kaiserfahrt
Koordinaten: 53° 48′ 2″ N, 14° 21′ 2″ O
Feuerschiff Kaiserfahrt ist die Bezeichnung der Feuerschiffe, die von 1880 (nach anderen Angaben 1886 bzw. 1893) bis 1903 die südliche Ansteuerung der Kaiserfahrt im Stettiner Haff kennzeichneten.

## Lage
Der Hafen von Stettin am Unterlauf der Oder wurde von der Ostsee aus über die Swine und das Haff angelaufen. Um zunehmend größeren Schiffen das Anlaufen Stettins weiterhin zu ermöglichen, wurde der obere Teil der Swine umgangen, indem ein Kanal durch eine Halbinsel Usedoms gegraben wurde, der von der Swine oberhalb Swinemündes aus in gerader Richtung auf das Papenwasser an der Mündung der Oder in das Haff verlief. Dieser Kanal wurde Kaiserfahrt genannt (Hauptteil des heutigen Kanał Piastowski). Das Feuerschiff bezeichnete die haffseitige Ansteuerung.

## Geschichte
1880 wurde das ehemalige Feuerschiff Kricks auf die Position Kaiserfahrt verlegt. Im preußischen Staatshaushalt 1891/1892 werden Aufwendungen für die Beschaffung zweier eiserner Feuerschiffe in Gesamthöhe von 37.000 Mark erwähnt. Eines davon war für die Position Kaiserfahrt bestimmt. Im Jahr 1893 wurden die Feuerschiffe Kaiserfahrt und Woitzig mit veränderter Beleuchtung wieder ausgelegt. Die neue Befeuerung bestand aus drei gleichmäßig an einem Ring um den Mast verteilten Laternen, die zusammen ein weißes Feuer ergaben. Der Ring war in zehn Metern Höhe angebracht, die Reichweite sollte 11 Seemeilen bei klarer Sicht betragen.
1896 wurde die Position zunächst um 2000 Meter nach Süden, später erneut um 200 Meter nach Westen verlegt. Ursache dafür waren Baggerarbeiten im Haff.

### Einzug des Feuerschiffes
Die Feuerschiffposition Kaiserfahrt wurde im Jahr 1903 durch eine befeuerte Bake auf dem Kopf der westlichen, die Kaiserfahrt begrenzenden Mole ersetzt und auf dem Kopf der Ostmole ein Nebelsignal eingerichtet. 1909 wurde das Feuerschiff Kaiserfahrt II auf die neue Station „Elb und Bock“ gelegt.